# Georges Armand Ouégnin
Ne doit pas être confondu avec Georges François Ouégnin.
Georges Armand Ouégnin, est un homme politique ivoirien, député, vice-président de l'Assemblée nationale de Côte d'Ivoire, président de la plateforme politique Ensemble pour la démocratie et la souveraineté (EDS).

## Biographie
Georges Armand Ouégnin est professeur titulaire des universités, chirurgien urologue et andrologue de formation, qui a exercé comme chef du service d'urologie du CHU de Cocody, chef du département de néphrologie urologie à l'UFR des sciences médicales Abidjan. En 2010, le ministère de l'Enseignement supérieur et de la Recherche scientifique de Côte d'Ivoire l'a élevé au grade d' officier de l'ordre du Mérite de l'Éducation nationale. Depuis 1993, il est expert agréé en urologie et andrologie près les tribunaux.
Dans le domaine medical, il est le président fondateur de l'Association ivoirienne d'urologie (ASSIVURO) et membre de plusieurs sociétés savantes médicales parmi lesquelles l'Association panafricaine des chirurgiens urologiques (PAUSA) dont il est le délégué régional Afrique de l'Ouest de 2017 à 2019.
Issu d'une famille historique du PDCI, il est un des fils de François Maurice Adon Ouégnin, ancien greffier de la cour d'appel, huissier de justice, député de Grand Bassam de 1960 à 1980 , et président de l'ASEC Abidjan de 1958-1960 , il est le frère de Georges Ouégnin, le directeur de protocole de Félix Houphouët-Boigny, de Roger Ouégnin et Francis Ouégnin les dirigeants de l'ASEC Abidjan et l'oncle de la députée de Cocody Yasmina Ouégnin. Membre du Conseil économique et social de Côte d'Ivoire de 1992 à 1999, Georges Armand Ouégnin est aussi membre du bureau politique du PDCI de 1991 à 2008 avant de rompre avec le parti en 2009. Il crée alors le Rassemblement pour la paix, le progrès et le partage (RPP) avec l'ancien ministre Laurent Dona Fologo et devient le premier vice-président de ce nouveau parti. De 2001 à 2010, il occupe le poste de conseiller technique du ministre des Affaires sociales et à ce titre est chargé du projet de mise en œuvre de l'Assurance maladie universelle (AMU).
En décembre 2010, sous la présidence de Laurent Gbagbo, il entre au gouvernement de Gilbert Aké N’Gbo et devient secrétaire d’État chargé de la Sécurité sociale.
En avril 2011, contestant la victoire d’Alassane Ouattara à la présidentielle, Georges Armand Ouégnin est arrêté et assigné en résidence surveillée pendant trois mois à l'hôtel La Nouvelle Pergola d'Abidjan avant d'être incarcéré cinq mois à la prison de Boundiali. Sorti de prison, il rompt avec le RPP. En 2015, il est condamné à deux ans de prison avec sursis pour atteinte à la sûreté de l’État.
Se rapprochant des partisans "Gbagbo ou rien" (GOR) du Front populaire ivoirien, il fonde en avril 2017 la plateforme politique Ensemble pour la démocratie et la souveraineté (EDS), avec entre autres Aboudramane Sangaré, cofondateur du FPI, ancien ministre des Affaires étrangères et proche de Laurent Gbagbo. Georges Armand Ouégnin préside la structure.
En août 2020, Georges Armand Ouégnin dépose pour le compte de la plateforme EDS la candidature à l'élection présidentielle d'octobre 2020 de Laurent Gbagbo en liberté conditionnelle à Bruxelles, Belgique.
Lors des élections législatives du 6 mars 2021, Georges Armand Ouégnin est élu député pour la circonscription de Yopougon. Il est ensuite élu par ses pairs vice-président de l'Assemblée nationale.
En juillet 2021, lors de la rencontre entre les présidents Alassane Ouattara et Laurent Gbagbo, il accompagne ce dernier pour demander la libération des prisonniers considérés comme « politiques ».
Fidèle parmi les fidèles de Laurent Gbagbo, il préside le comité d’organisation du congrès constitutif du nouveau Parti des peuples africains – Côte d'Ivoire (PPA-CI) les 16 et 17 octobre 2021 à Abidjan. En novembre 2021, Georges Armand Ouégnin est nommé par Laurent Gbagbo, membre du Conseil stratégique et politique (CSP) avec rang de vice-président du PPA-CI.
Fin novembre 2021, il est élu « meilleur homme politique de l'année 2021 » par l’association ivoirienne des journalistes dénommée « les observateurs des médias».
En décembre 2021, lors de la cinquième phase du dialogue politique entre le gouvernement et l'opposition  initiée par le Premier ministre Patrick Achi sur instruction du président Alassane Ouattara, Georges Armand Ouégnin est désigné par Laurent Gbagbo comme le chef de la délégation du PPA-CI à cette rencontre. Il signe au nom de son parti le rapport final censé ramener la paix entre les différents partis politiques en Côte d’Ivoire. Sa délégation comprenait Justin Katinan Koné, le porte parole de Laurent Gbagbo durant son incarcération à la Cour pénale internationale et Agoh Amua Marthe une ancienne député de la commune de Bingerville.
En avril 2023, il est désigné candidat du PPA-CI au conseil régional du Sud-Comoé lors des élections régionales de septembre 2023. Il termine troisième de l'élection avec 12,3 % des voix derrière le candidat du Rassemblement des houphouëtistes pour la démocratie et la paix (RHDP) et président sortant du conseil régional, Eugène Aouélé Aka, qui obtient 62,3 % des voix et Daniel Miessan (indépendant, 18,7 %). À la suite de cette élection, il devient conseiller régional du Sud-Comoé et en octobre 2023 cumulativement à ses fonctions de membres du conseil stratégique et politique du PPA-CI, Laurent Gbagbo le nomme vice-président exécutif chargé du district de la Comoé au sein du parti.